# Nordfold
Nordfold est une localité du comté de Nordland, en Norvège.

## Géographie
Administrativement, Nordfold fait partie de la kommune de Steigen.